# Gymnocarcelia ricinorum
Gymnocarcelia ricinorum är en tvåvingeart som beskrevs av Townsend 1919. Gymnocarcelia ricinorum ingår i släktet Gymnocarcelia och familjen parasitflugor. Inga underarter finns listade i Catalogue of Life.